# Râul Vlăsia Mică
Râul Vlăsia Mică este unul din cele două brațe care formează râul Vlăsia. 

## Hărți
- Harta Munții Godeanu  Arhivat în 11 octombrie 2008, la Wayback Machine.